# アニたまどっとコム
『アニたまどっとコム』は、ラジオ関西におけるアニメ声優やアニソン歌手がパーソナリティを務める番組群（いわゆるアニラジ）の総称。

## 概要
愛称でもある『アニたま』という名称は、ラジオ関西で1989年より長年にわたって放送されているアニメソング専門の音楽番組『青春ラジメニア』の前身である『アニメ玉手箱』（1986年放送開始）から採ったもので、2005年6月30日深夜（7月1日未明）から、毎週木曜から日曜（金曜未明から月曜未明）にかけての深夜帯に集中編成しているアニラジ枠のゾーンタイトルとして使用されるようになった。
関西圏では前述の『アニメ玉手箱』以前から、ラジオ大阪が1979年に日本初のアニラジといわれている『アニメトピア』を開始しており、1997年に『1314 V-STATION（Vステ）』というゾーンタイトルを設定した前例があった。当枠の開始以後、番組数は当枠の方が逆転していたが、後述の改編を行った2015年4月現在はほぼ横並びとなっている。
毎年10月に神戸ハーバーランドで行われている『ラジオ関西まつり』のステージでは、ゾーン内の番組（1本程度）の公開録音が行われている。また、ラジオCDなどのグッズも多くの番組で製作されているが、原則として独自の通販サイト『アニたまSHOP』や『ラジオ関西まつり』の特設店舗、『コミックマーケット』企業ブースのみでの限定発売となっている。複数の番組や特定の番組の在庫品を中心に封入した「福袋」を、特価で販売することも恒例になっている。
『Vステ』と比べると、他社制作の番組が多いことも特徴の一つである。2000年代後半頃までは、その中には改編期の度にしばしば放送日時が変更されたものがある。また、2010年代前半まではプロ野球のオフシーズン限定で平日のプライムタイムにも番組が編成されていた。
長らく（ゾーン単位の）番組編成に大きな変化はなかったが、2015年4月より25・26時台にTBSラジオから『JUNK』の同時ネットを開始する関係で、日中などの他の時間帯の番組と共に大幅な編成の見直しが行われ、『林原めぐみのHeartful Station』を初めとする複数の長寿番組が終了。既存の多くの番組も放送日時が変更された。また2019年4月より、22時から24時台にも文化放送から『レコメン!』の同時ネットを開始するため、番組編成は金曜と土曜のみの放送になった。
『Vステ』と同様に、新聞等の番組表では『アニたまどっとコム』と一まとめで記載され、その後に各番組が箱番組のような扱いで掲載されている。また、一部番組については『ニコニコ動画 アニたまどっとコムチャンネル』でインターネット配信が行われている。また、ラジオ関西の他の番組と同様にradikoによるリアルタイム・タイムフリー・エリアフリー聴取にも対応している。
2024年6月に発生したサイバー攻撃対応のためニコニコ動画の一時サービス停止を受け、対応策として6月7日放送分より代わりに『アニたまどっとコムYouTubeチャンネル』で配信されている。

## 放送番組一覧
2025年7月現在。時間表記は5:00を基点とした（24:00以降に開始する番組は、厳密には日付が翌日となる）。
土曜は当番組枠の創設以前からキングレコード・スターチャイルド提供の番組が連続しており、最長で22:00からの『堀江由衣の天使のたまご』（2016年9月ネット打ち切り）に始まり、24:30終了の『野中藍 ラリルれ、サタデーナイト。』（2015年3月終了）までの150分に渡って続いていた。2016年10月の改編でキングレコードの提供番組は『angelaのsparking!talking!show!』と『林原めぐみのTokyo Boogie Night』の60分になった。
ゾーン内の番組同士で合同のイベントを行う機会が多いラジオ大阪の『Vステ』や文化放送の『A&Gゾーン』とは対照的に、各番組ごとに制作会社やネット局の組み合わせが異なる事例が多いため、番組間の繋がりは『Vステ』や『A&Gゾーン』ほど強くない。
2010年以降、ラジオ関西では平日のプロ野球中継の放送時間延長を制限しており（年度によっては延長なし）、土曜と日曜は2006年を最後に中継から撤退している。そのため、当番組枠内の各番組の放送時間が変更・休止される事例は基本的に発生しない（メンテナンスによる放送休止が予定される日はこの限りではない）。
また、一般に通常番組を休止して特別番組が組まれる年末年始であっても、原則として曜日や時間に準じて通常通り放送される。2011年3月11日に東日本大震災が発生した際も、11日から13日にかけての各番組は通常通り放送された。
- 自社制作番組を太字で表記。
- 他局などが制作している場合は、制作社名を併記。

| 時    | 金曜日                                        | 土曜日                                                                     |
| 22:00 | 青春ラジメニア                                | ワタナベフラワームサのアニソン部屋                                         |
| 22:20 | 青春ラジメニア                                | ラジドラ☆パラダイス                                                        |
| 22:30 | 青春ラジメニア                                | angelaのsparking!talking!show! （キー局：東海ラジオ 制作：キングレコード） |
| 23:00 | 青春ラジメニア                                | 林原めぐみのTokyo Boogie Night （キー局：TBSラジオ 制作：キングレコード）  |
| 23:30 | 青春ラジメニア                                | 鷲崎健・橋本和 王様とラッパ                                                |
| 24:00 | 重松千晴と山口智広のおま釣りナイトフィーバー⤴ | ロンハールーム                                                             |
| 24:30 | (一般番組)                                    | ロンハールーム                                                             |
| 25:00 | (一般番組)                                    | (一般番組)                                                                 |
| 25:15 | (一般番組)                                    | 西條和のねむねむたいむ                                                     |

## インターネット配信
前述の通り、現在放送中の番組はradikoによる各種聴取に対応している。radiko以外による配信も行われている番組は以下の通りである。
ニコニコ動画の「アニたまどっとコムチャンネル」で配信(2024年6月8日のニコニコ動画サービス停止を受け現在は「YouTube」で配信)
- angelaのsparking!talking!show! - 最新回放送終了から3日後毎週火曜日更新し1週間期間限定配信。
- 林原めぐみのTokyo Boogie Night - 最新回放送終了から3日後毎週火曜日更新し1週間期間限定配信。
- 鷲崎健・橋本和 王様とラッパ - 有料の番組チャンネルによる各種特典付の配信もあり。
- ロンハールーム - 有料の番組チャンネルによる各種特典付の配信もあり。
- 西條和のねむねむたいむ - 有料の番組チャンネルによる各種特典付の配信もあり。
- 重松千晴と山口智広のおま釣りナイトフィーバー⤴ - 有料の番組チャンネルによる各種特典付の配信もあり。

キングレコードのアーティスト紹介サイトで配信
- angelaのsparking!talking!show! - 最新回放送終了から3日後毎週火曜日更新し1週間期間限定配信。
- 林原めぐみのTokyo Boogie Night - 最新回放送終了から3日後毎週火曜日更新し1週間期間限定配信。

その他
- 青春ラジメニア - OPENREC.tvにてサブスクリプションチャンネル「青春ラジメニアチャンネル」を開設し、放送終了後のアフタートークや過去の放送のダイジェスト、未公開トークなどを配信[11]。2020年11月まではテレフォンサービス「電話版青春ラジメニア」及び同サービス終了後開始の「ネット版青春ラジメニア」を番組公式ブログで配信。2019年3月以前は「感謝感激ラジメニアン」と関連番組の「ラジメニ玉手箱R」もブログで配信、「ラジメニ玉手箱R」についてはラジオクラウドでも配信を行っていた。
- ラジドラ☆パラダイス - 各種ポッドキャスト配信サービスにて毎回放送終了後から　1週間後過去の番組アーカイブを配信。
- らなミナのおみあい〇〇 - 番組開始時よりラジオ放送は行っておらず、「アニたまどっとコムチャンネル」にて無料配信が行われていたが、2023年6月7日配信分をもって終了。以降は番組チャンネルへの有料登録による配信を継続して行っている。

## 終了番組
便宜上、『アニたまどっとコム』枠創設前から放送されていた番組も列挙した。
「●」を付した番組は、『＜音泉＞ANNEX』枠での放送。

## イベント

### アニたまどっとコムまつり前日祭
2005年10月8日に、翌日に「ラジオ関西まつり」内で行われる「アニたまどっとコムまつり」の前日祭として、ポートアイランドのジーベックホールで開催されたイベント。
この年は阪神・淡路大震災からの復興10年目という節目にあたる年で、神戸市が展開する「震災10年神戸からの発信」事業の一つとして行われ、「震災10年神戸からの発信」事業・アニメーションフェスティバルというサブタイトルがつけられた。阪神・淡路大震災を描いたアニメ映画『地球が動いた日』の上映が目的のイベントに、「アニたまどっとコム」が融合した形である。2部構成総入れ替え制で開催された。
|        | 司会       | 出演者           | 構成 |
| 第一部 | 岩崎和夫   | 前田愛           | アニメーション神戸『地球が動いた日』上映会 前田愛（神戸市出身）のトークコーナー 『野中藍 ラリルれ、にちようび。』公開録音・ライブ（ゲスト：神田朱未）                                   |
| 第一部 | 岩崎和夫   | 野中藍           | アニメーション神戸『地球が動いた日』上映会 前田愛（神戸市出身）のトークコーナー 『野中藍 ラリルれ、にちようび。』公開録音・ライブ（ゲスト：神田朱未）                                   |
| 第一部 | 岩崎和夫   | 神田朱未         | アニメーション神戸『地球が動いた日』上映会 前田愛（神戸市出身）のトークコーナー 『野中藍 ラリルれ、にちようび。』公開録音・ライブ（ゲスト：神田朱未）                                   |
| 第二部 | 藤沢俊一郎 | クローバー       | アニメーション神戸『地球が動いた日』上映会 クローバー トークライブ（『クローバーの夜遊びカーニバル』特別版） サイキックラバー トークライブ（『サイキックラバーのアニカンRADIO』特別版） |
| 第二部 | 藤沢俊一郎 | サイキックラバー | アニメーション神戸『地球が動いた日』上映会 クローバー トークライブ（『クローバーの夜遊びカーニバル』特別版） サイキックラバー トークライブ（『サイキックラバーのアニカンRADIO』特別版） |

### アニたまどっとコムまつり
2005年10月9日にメリケンパークにおいて、第10回ラジオ関西まつりの1イベントとして開催されたイベント。2008年現在、開催は1度きりである（翌年以降は、同まつりにおいて「アニたまどっとコム」内の番組のうち、1 - 2番組の公開録音が行われている）。
| 司会     | 出演者   | 出演者   | 出演者           | 出演者           | 出演者     |
| -------- | -------- | -------- | ---------------- | ---------------- | ---------- |
| 岩崎和夫 | 野中藍   | 神田朱未 | 新谷良子         | 水野良           | やまけん   |
| 南かおり | 稲村優奈 | 川瀬晶子 | サイキックラバー | サイキックラバー | クローバー |

### STARCHILD DREAM in KOBE
ラジオ関西が主催する、キングレコードのレーベル・スターチャイルドのライブイベント。

## その他の特記事項
- 当枠の創設に当たり、番組間の交流イベントが2005年6月30日から7月3日（7月1日から4日未明）にかけて「キーワードプレゼントクイズ」として行われた。番組間のCM中にパーソナリティからキーワードを発表し、各曜日ごとにノベルティなどの番組関連グッズをプレゼントする合同企画が行われたものである。
- 枠創設当初から数年間、番組間のステーションブレイクで「今月のパワープレイ」と銘打った月替わりの楽曲を流していた（後に不定期化され、廃止）。曲は近日発売が予定されているアニメ関連の楽曲や、枠内の番組で制作された楽曲が使用された[13]。
- 2009年12月頃、公式サイトがコンピューターウイルスのGumblar亜種に感染していたことが明らかになり、謝罪文が掲載された[14]。
- 2014年3月30日までは、土日の番組開始前にアミューズメントメディア総合学院の生徒によるミニコーナーが挿入された[15]。